# Halocoryne
Halocoryne is een geslacht van neteldieren uit de familie van de Zancleidae.

## Soorten
- Halocoryne epizoica Hadzi, 1917
- Halocoryne frasca Boero, Bouillon & Gravili, 2000
- Halocoryne orientalis (Browne, 1916)
- Halocoryne pirainoid Boero, Bouillon & Gravili, 2000